# Potencial sinàptic

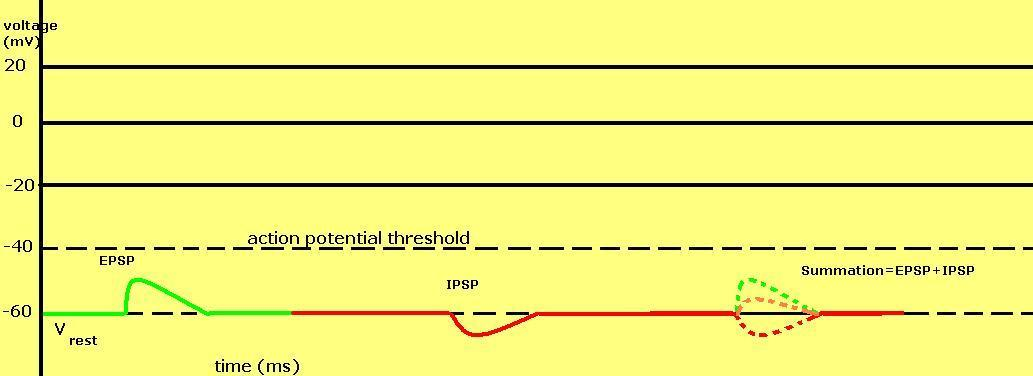
Gràfic que mostra els efectes dels EPSP i IPSP sobre el potencial de membrana.

El potencial sinàptic es refereix a la diferència de potencial a través de la membrana postsinàptica que resulta de l'acció dels neurotransmissors en una sinapsi neuronal. En altres paraules, és el senyal "entrant" que rep una neurona. Hi ha dues formes de potencial sinàptic: excitatori i inhibitori. El tipus de potencial produït depèn tant del receptor postsinàptic, més concretament dels canvis en la conductància dels canals iònics a la membrana postsinàptica, com de la naturalesa del neurotransmissor alliberat. Els potencials postsinàptics excitatoris (EPSP) despolaritzen la membrana i apropen el potencial al llindar perquè es generi un potencial d'acció. Els potencials postsinàptics inhibidors (IPSP) hiperpolaritzen la membrana i allunyen el potencial del llindar, disminuint la probabilitat que es produeixi un potencial d'acció. El potencial d'excitació postsinàptic és molt probable que el duguin a terme els neurotransmissors glutamat i acetilcolina, mentre que el potencial inhibidor postsinàptic probablement el duguin a terme els neurotransmissors àcid gamma-aminobutíric (GABA) i glicina. Per tal de despolaritzar una neurona prou per provocar un potencial d'acció, hi ha d'haver prou EPSPs per despolarizar la membrana postsinàptica des del seu potencial de membrana en repòs fins al seu llindar i contrapesar els IPSP concurrents que hiperpolaritzen la membrana. Com a exemple, considereu una neurona amb un potencial de membrana en repòs de -70 mV (mil·livolts) i un llindar de -50 mV. S'haurà d'elevar 20 mV per passar el llindar i disparar un potencial d'acció. La neurona comptarà amb tots els molts senyals excitatoris i inhibidors entrants mitjançant la integració neuronal sumativa, i si el resultat és un augment de 20 mV o més, es produirà un potencial d'acció.

## Mecanisme de potencial sinàptic
La forma en què es crea el potencial sinàptic implica les teories darrere de la diferència de potencial i el corrent a través d'un conductor. Quan un potencial d'acció dispara a la columna vertebral dendrítica on el potencial d'acció s'inicia des del terminal presinàptic fins al terminal postsinàptic. Aquest potencial d'acció es porta a continuació per la longitud de la dendrita i després es propaga per la longitud de l'axó per tal d'aconseguir que el terminal presinàptic perpetui el procés. La manera com es produeix realment aquest procés és més complexa del que pot semblar a primera vista. El potencial d'acció es produeix realment a causa del potencial sinàptic a través de la membrana de la neurona. La diferència de potencial entre l'interior de la neurona i l'exterior de la neurona és el que farà que es produeixi aquest procés un cop s'hagi iniciat.